# Tulbaghiasläktet
Tulbaghiasläktet (Tulbaghia) är ett växtsläkte med 26 arter i södra Afrika. Några arter odlas som krukväxter i Sverige. Arten Tulbaghia violacea är den härdigaste och tål lätt frost.
Släktets arter är fleråriga örter med lök eller jordstammar. Bladen blir 4-8, smala, remlika. Blomstängeln är upprätt med 6-40 blommor i en flock med 2 svepeblad. Hyllebladen är till hälften sammanvuxna till en blompip. I blompipens mynning finns en bikrona som kan vara cylindrisk eller bestå av tre fria fjäll. Ståndarknapparna sitter direkt mot blompipen i två serier över varandra. Pistillen är kort med ett knapplikt märke. Frukten är en kapsel med trekantiga frön.
- Wikimedia Commons har media som rör Tulbaghiasläktet.